# 櫃石

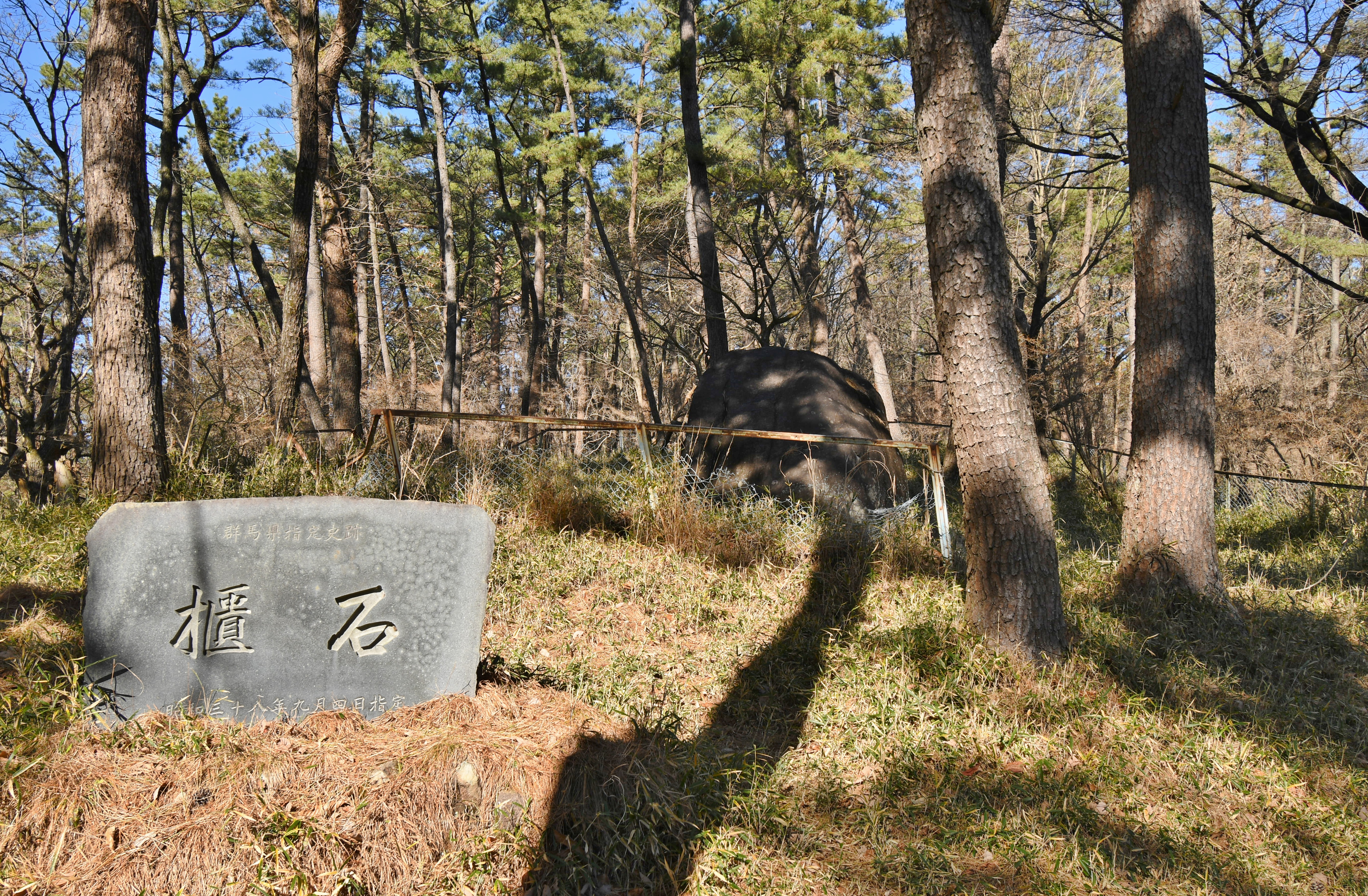
櫃石

櫃石（ひついし、櫃石祭祀遺跡）は、群馬県前橋市三夜沢町にある古代祭祀遺跡。群馬県指定史跡に指定されている。

## 概要

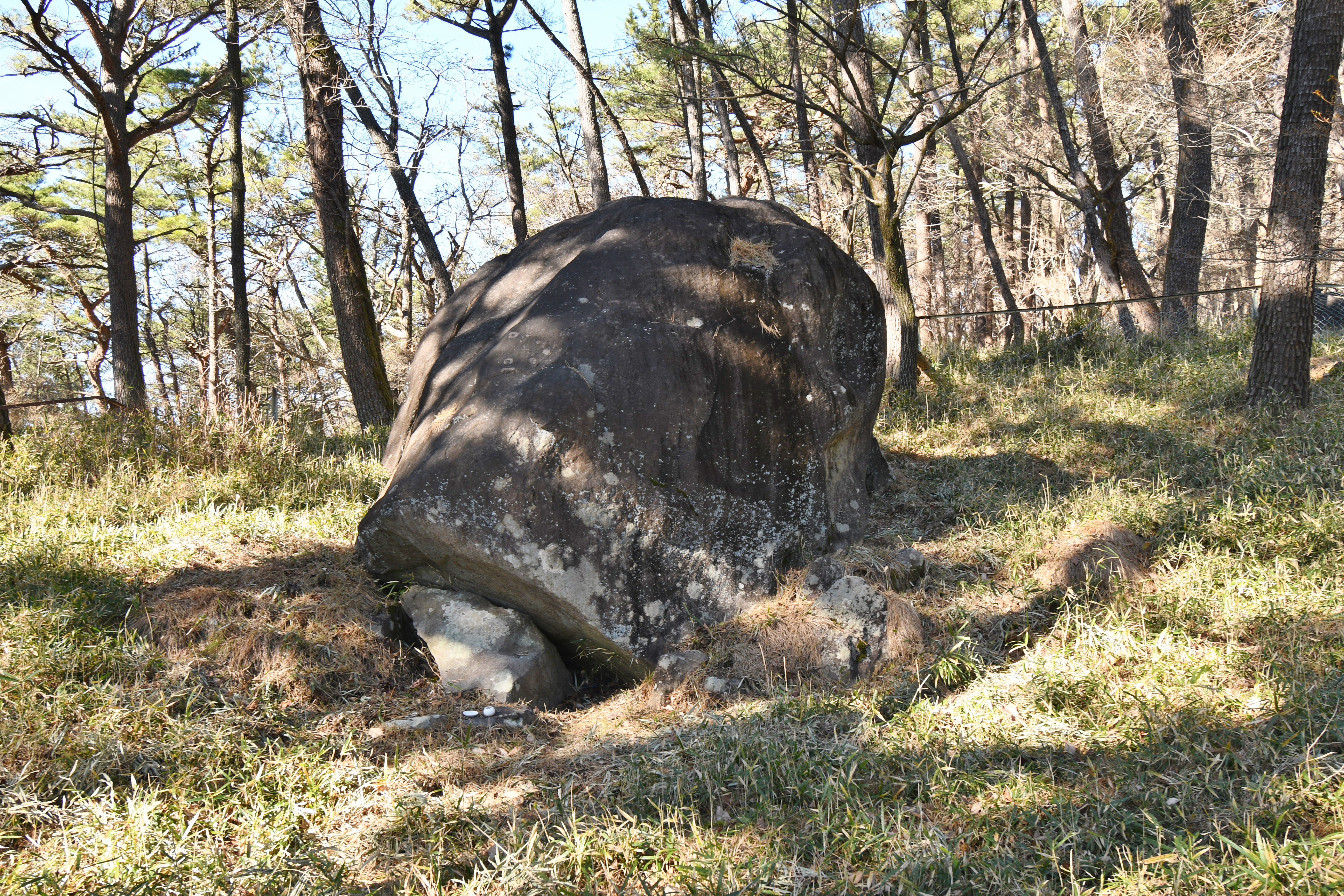
南面

群馬県中央部、赤城山の一峰の荒山中腹、三夜沢赤城神社（前橋市三夜沢町）背面尾根（標高877.9メートル）に位置する。輝石安山岩の巨石「櫃石」を磐座とした祭祀遺跡で、江戸時代から多数の遺物が採集されているが、これまでに本格的な発掘調査は実施されていない。
櫃石は長径4.7メートル・短径2.7メートル・高さ2.8メートルを測る自然石で、周辺にも自然石数個が露出する。近年の櫃石の東5メートルにおける倒木伐採工事に伴う調査では、土層は上から腐植土・黒色土・基盤層から成り、そのうち黒色土から土器の出土が認められる。出土遺物は櫃石の南側下部を中心として、勾玉・石製模造品（管玉・勾玉・臼玉・剣形・有孔円板）・子持勾玉（所在不明）・手捏土器・須恵器・土師器があり、古墳時代中期-後期頃（5世紀後半-6世紀初頭/5世紀後半-6世紀前半/5世紀後半-末葉）の祭祀跡とされる。三夜沢赤城神社の成立と密接な関係がうかがえるほか、赤城山・櫃石・二宮赤城神社は直線上に位置することから、赤城山に対する古代信仰を考察するうえで重要視される遺跡になる。また南麓では七ツ石遺跡・西大室丸山遺跡などの巨石遺跡が認められており、櫃石における祭祀との関連性が指摘される。
遺跡域は1963年（昭和38年）に群馬県指定史跡に指定された。現在では出土遺物は赤城神社、奈良原家・真隅田家（いずれも赤城神社神官家）、板橋家（赤城神社社家）などで所蔵される。

## 遺跡歴
- 天明6年（1786年）、『山吹日記』に記載[2]。
- 昭和10年代、岩沢正作・相川龍雄・大場磐雄らによる研究[2]。
- 1963年（昭和38年）9月4日、群馬県指定史跡に指定[6]。
- 1982年（昭和57年）、『群馬文化』192号において井上唯雄が資料群の図化公表。
- 1985年（昭和60年）6月25日、史跡範囲の追加指定[6]。
- 2016年度（平成28年度）、倒木伐採工事に伴う土層堆積状況・遺物出土層位の確認：初めての正式発掘調査（前橋市教育委員会事務局文化財保護課、2017年に報告）[7][3]。

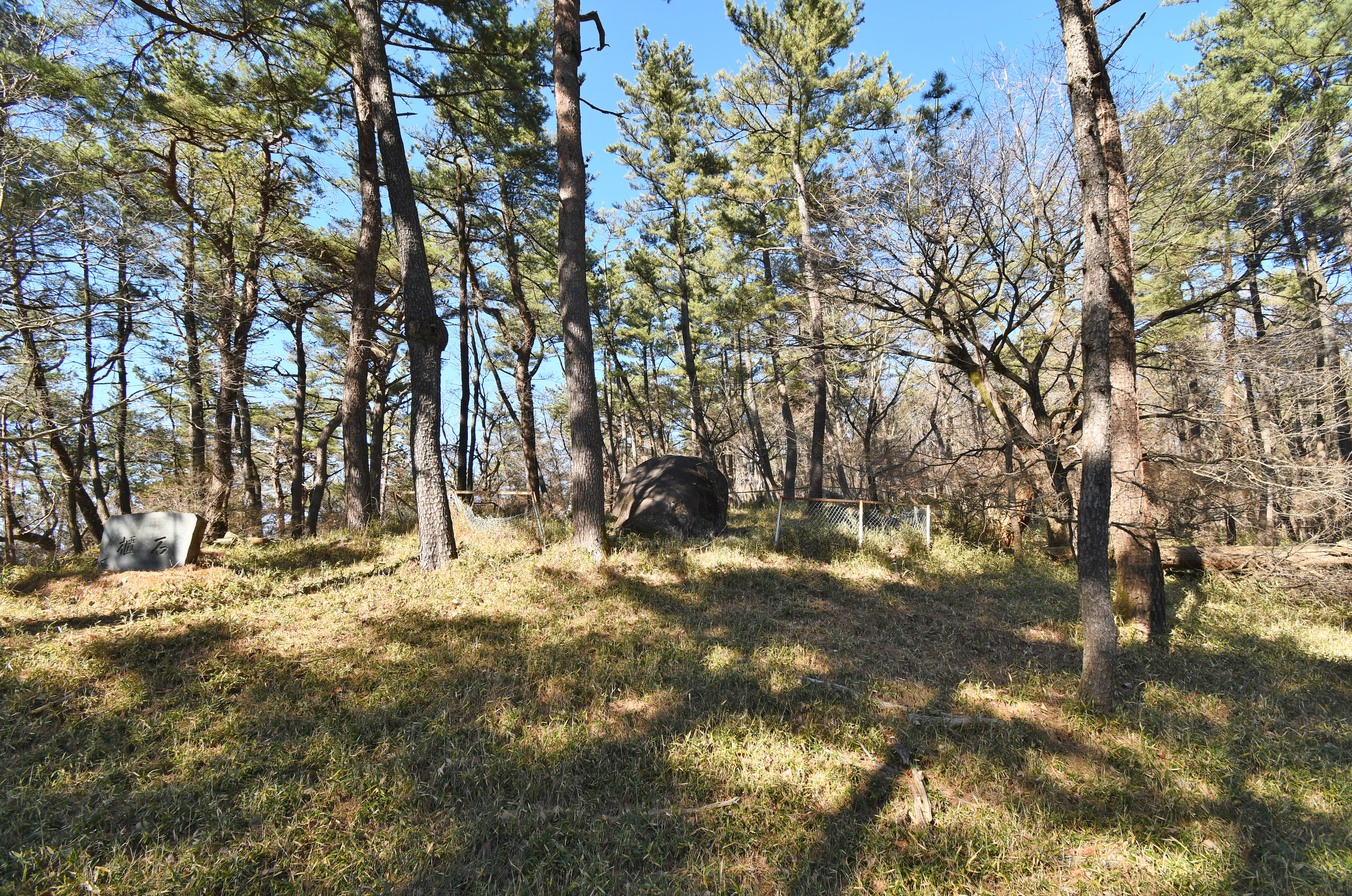
遠景
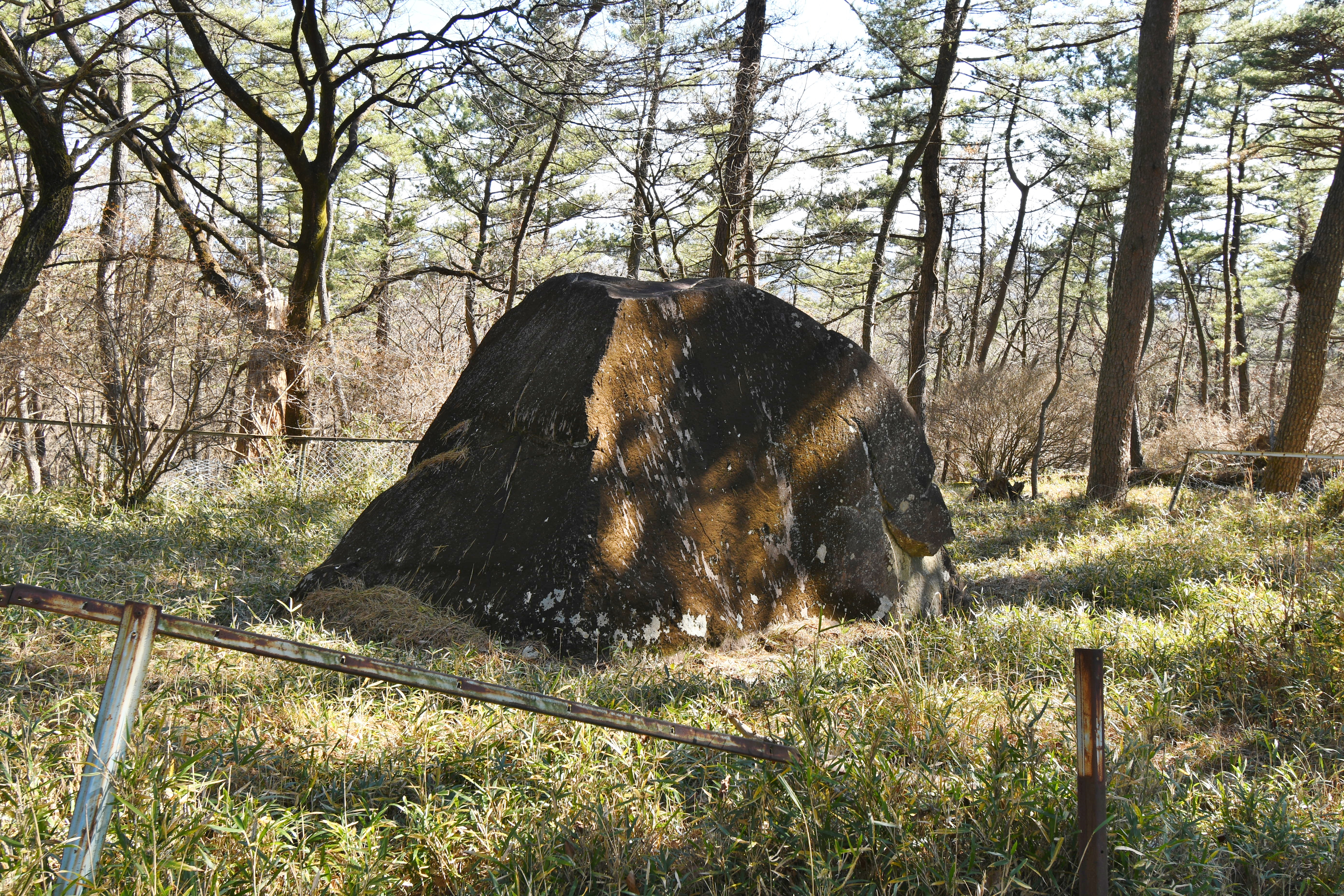
北面

## 文化財

### 重要美術品（国認定）
- 硬玉製勾玉（赤城山櫃石付近出土） - 1939年（昭和14年）7月13日認定[8]。

### 群馬県指定文化財
- 史跡
  - 櫃石 - 1963年（昭和38年）9月4日指定、1985年（昭和60年）6月25日に史跡範囲の追加指定[6]。

## 関連文献
（記事執筆に使用していない関連文献）
- 印東丹霊「赤城山櫃石の記」『上毛及上毛人』第75号、上毛郷土史研究会、1923年、25-27頁。
- 相川龍雄「考古学上より観た赤城の「櫃石」について」『上毛及上毛人』第219号、上毛郷土史研究会、1935年、2-3頁。
- 大場磐雄「赤城山神蹟考（一）」『考古學雜誌』第25巻第11号、考古學會、1935年、651-670頁。
- 大場磐雄「赤城山神蹟考（二）」『考古學雜誌』第25巻第12号、考古學會、1935年、737-761頁。
- 井上唯雄「赤城山櫃石と群馬の祭祀遺跡」『群馬文化』第192号、群馬県地域文化研究協議会、1982年、6-20頁。
- 宮本直樹「赤城山櫃石出土の石製模造品」『群馬考古学手帳』第3巻、群馬土器観会、1992年。
- 加部二生「赤城山をめぐる信仰遺跡と遺物」『山岳信仰と考古学II』同成社、2010年。